# Zbigniew Kaczmarek
Pour les articles homonymes, voir Kaczmarek.
Zbigniew Kaczmarek est un footballeur et entraîneur polonais né le 1er septembre 1962 à Lębork.

## Carrière joueur
- 1976-1982 :  Polonia Gdańsk
- 1982-1990 :  Legia Varsovie
- 1990-1992 :  AJ Auxerre
- 1992-1994 :  EA Guingamp
- 1994-1997 :  AC Ajaccio
- 1997-1998 :  Lechia Gdańsk

## Carrière entraineur
- 2004-2006 :  Arka Gdynia
- 2007-2010 :  Wigry Suwałki
- 2010-2013 :  Stomil Olsztyn
- 2014-2015 :  Wigry Suwałki

## Sélections
- 30 sélections et 0 but avec l'équipe de Pologne entre 1985 et 1991.